# Telões (Vila Pouca de Aguiar)
Telões es una freguesia portuguesa del concelho de Vila Pouca de Aguiar, con 45,35 km² de superficie y 1.630 habitantes (2001). Su densidad de población es de 35,9 hab/km².